# Вижовље
Вижовље је насељено место у саставу општине Велико Трговишће у Крапинско-загорској жупанији, Хрватска. До територијалне реорганизације у Хрватској налазило се у саставу старе општине Забок.

## Становништво
На попису становништва 2011. године, Вижовље је имало 237 становника.

## Попис1991.
На попису становништва 1991. године, насељено место Вижовље је имало 322 становника, следећег националног састава:
| Попис 1991.‍ | Попис 1991.‍ | Попис 1991.‍ | Попис 1991.‍ | Попис 1991.‍ |
| ----------- | ----------- | ----------- | ----------- | ----------- |
|             |             |             |             |             |
| Хрвати      | Хрвати      |             | 319         | 99,06%      |
| Словенци    | Словенци    |             | 2           | 0,62%       |
| остали      | остали      |             | 1           | 0,31%       |
| укупно: 322 |             |             |             |             |